# Fortis (montres)
Fortis Watches AG (anciennement Fortis Uhren AG), une entreprise située à Granges, est un fabricant de montres suisse.

## Histoire
La société a été fondée en 1912 par Walter Vogt (1883–1957) à Granges, en Suisse. 10 ans plus tard, le fabricant de montres avait établi une collaboration avec l’inventeur et horloger John Harwood. Ceci permit à Fortis 1926 de présenter la toute première montre automatique (montre automatique), qui fut produite en série (Harwood Automatic).
Depuis 1954, l’entreprise fabrique des montres bracelet avec fonction alarme. La Centinela (Venus 230) était le premier modèle équipé d’une alarme, puis la Fortis-Manager (AS 1475) suivit en 1956. Ce modèle était la première montre bracelet Fortis avec alarme et certificat chronomètre. Fortis a remporté le premier prix du concours de chronomètre du Contrôle officiel suisse des chronomètres. Le fondateur de Fortis, Walter Vogt, décède le 13 septembre 1947. Ses deux fils reprennent et dirigent alors l’entreprise. En 1957, ils présentent la première série sport nommée Marinemaster, qui figure toujours parmi les produits proposés aujourd’hui par Fortis.
En 1962 est développée la montre de l’espace Spacematic Automatik et fabriquée de manière à supporter et fonctionner sans problème même dans des conditions extrêmes et en cas de fluctuations de températures. Avant son introduction, les américains utilisaient un prototype lors du Programme Gemini. Le modèle de série Official Cosmonauts Chronograph a tout d’abord été testé dans l’espace par des cosmonautes russes, prouvant ainsi que les montres automatiques étaient parfaitement fonctionnelles dans l’espace.
Depuis 1994, Fortis  est le fournisseur d’équipement officiel du Centre d'entraînement des cosmonautes Youri-Gagarine. Les chronographes Fortis furent portés pour la première fois dans l’espace lors des manœuvres de la navette spatiale américaine Atlantis en septembre 1994. En 1997, le modèle Official Cosmonauts Chronograph était porté sur a station spatiale Mir par les cosmonautes lors de la mission Sojus TM-19. Aujourd’hui, le chronographe B-42 est la montre officielle des cosmonautes russes.
En 1998, Fortis présente le premier chronographe automatique avec alarme mécanique au monde, ultérieurement breveté sous le numéro EP 0806712.
En 2017, Fortis rencontre des difficultés financières. La société entreprend un moratoire de restructuration de sa dette. La marque et le siège de l’entreprise sont peu après repris par un investisseur privé, Jupp Philipp. Ceci amène au changement de nom de Fortis Uhren en Fortis Watches.